# Station Geeste
Station Geeste (Bahnhof Geeste) is een spoorwegstation die hoort bij het Duitse dorp Geeste, in de deelstaat Nedersaksen. Het station zelf ligt in het dorp Osterbrock, dat ongeveer 2 kilometer van Geeste afligt. Het station ligt aan de spoorlijn Hamm - Emden en is geopend in 1856. Station Geeste telt twee perronsporen.

## Treinverbindingen
De volgende treinserie doet station Geeste aan:
| Serie | Treinsoort                       | Route | Bijzonderheden                                           |
| ----- | -------------------------------- | --- | -------------------------------------------------------- |
| RE 15 | Regional-Express (Westfalenbahn) | (Emden Außenhafen – ) Emden Hbf – Leer (Ostfriesl) – Papenburg (Ems) – Meppen – Geeste – Lingen (Ems) – Rheine – Münster (Westf) Hbf | Emsland-Express Enkele treinen van/naar Emden Außenhafen |